# Pych
Pych býval přestupkem spočívajícím v poškozování, vytěžování nebo jiném neoprávněném jednání proti cizímu zemědělskému či lesnímu majetku. Podle svého předmětu se proto také rozlišoval pych lesní a pych polní, příp. vodní. Kromě náhrady způsobené škody mohl být škůdce navíc potrestán peněžní pokutou, hrozilo mu ale také až několikadenní vězení v případě její nedobytnosti. Pych řešily jen obecní nebo okresní orgány, protože závažnější jednání, např. krádež, už bylo postižitelné soudně podle trestního zákona. 
Lesní pych (lesní škodu) definoval § 60 lesního zákona č. 250/1852 ř. z. taxativně vyjmenovaným jednáním bez svolení majitele lesa, šlo např. o nedovolený sběr klestí, loupání kůry, osekávání větví, kopání kořenů, sbírání mízy, hub, lesních bylin a plodin (borůvky, jahody) nebo vhánění dobytka do lesa. Polní pych upravovaly jednotlivé zemské zákony, v českých zemích to byly zákony o ochraně polního majetku č. 76/1875 čes. z. z., 12/1875 mor. z. z. a 21/1875 slez. z. z., které jednotně stanovily, že je zakázáno vnikat na uzavřené cizí pozemky nebo odstraňovat cizí ploty, dále na cizích pozemcích prošlapávat cesty, séct trávu, sbírat listí nebo spadané ovoce, vytvářet skládky, používat cizí hospodářské nástroje apod. Na právní úpravu polního pychu pak přímo odkazovaly vodní zákony (č. 71/1970 čes. z. z., 65/1870 mor. z. z. a 51/1870 slez. z. z.), podle nichž bylo vodním pychem jakékoli poškození nebo porušení vodních staveb, nešlo-li už podobně jako u ostatních druhů pychu o trestný čin.
Polní a lesní pych znal ještě trestní zákon správní č. 88/1950 Sb., který v Československu platil do roku 1961. Podle jeho ustanovení § 55 byl trestán ten, kdo sám nebo prostřednictvím svých domácích zvířat neoprávněně poškodil nebo zničil zemědělské či lesní užitkové rostliny, případně je odcizil.